# 格拉斯莱本
格拉斯莱本是德国下萨克森州的一个市镇。总面积11.27平方公里，总人口2441人，其中男性1187人，女性1254人（2011年12月31日），人口密度217人/平方公里。